# Gare de Saint-Vincent-le-Château
Pour les articles homonymes, voir Gare de Saint-Vincent.
La gare de Saint-Vincent-le-Château est une gare ferroviaire française de la Ligne de Saint-Georges-d'Aurac à Saint-Étienne-Châteaucreux située sur le territoire commune de Saint-Vincent, dans le département la Haute-Loire en région Auvergne-Rhône-Alpes.
Elle est mise en service en 1866 par la Compagnie des chemins de fer de Paris à Lyon et à la Méditerranée (PLM). C'est une halte ferroviaire de la Société nationale des chemins de fer français (SNCF), desservie par des trains TER Auvergne-Rhône-Alpes.

## Situation ferroviaire
Établie à 552 m d'altitude, la gare de Saint-Vincent-le-Château est située au point kilométrique (PK) 68,206 de la ligne de Saint-Georges-d'Aurac à Saint-Étienne-Châteaucreux, entre les gares du Lavoûte-sur-Loire et de Vorey.

## Histoire
La section de Lavoûte-sur-Loire à Pont-de-Lignon, concédée à la Compagnie du chemin de fer Grand-Central de France est mise en service par la Compagnie des chemins de fer de Paris à Lyon et à la Méditerranée (PLM) le 14 mai 1866. La station de Saint-Vincent est située à proximité du château de Viaye.

## Service des voyageurs

### Accueil
Halte SNCF, c'est un point d'arrêt non géré (PANG) à accès libre.

### Desserte
Saint-Vincent-le-Château est desservie par des trains TER Auvergne-Rhône-Alpes qui effectuent des missions entre les gares du Puy-en-Velay et de Saint-Étienne-Châteaucreux.

### Intermodalité
Un parking pour les véhicules est aménagé.